# Luigi Cavaglià
Luigi Cavaglià (Carignano, 1920 – Ovcji Brod, 14 aprile 1942) è stato un militare italiano, insignito della medaglia d'oro al valor militare alla memoria nel corso della seconda guerra mondiale.

## Biografia
Nacque a Carignano, provincia di Torino, nel 1920, figlio di Carlo e Anna Febraro.
Cresciuto in una modesta famiglia di contadini, nel marzo 1940 fu chiamato a prestare servizio militare di leva nel Regio Esercito, assegnato all'arma di fanteria, specialità alpini.  Destinato in servizio al battaglione alpini "Val Pellice" del 3º Reggimento alpini, dal 10 giugno 1940 prese parte alle operazioni di guerra svoltesi alla frontiera alpina occidentale contro la Francia. Rientrato al deposito reggimentale e trattenuto in servizio attivo, e nel gennaio 1942 partì con il battaglione per l'Albania. cadde in combattimento a Ovcji Brod, Croazia, il 14 aprile 1942 e fu successivamente insignito della medaglia d'oro al valor militare alla memoria. Per il suo comportamento anche in precedenti azioni viene proposto per la promozione a caporale. Il suo paese natale gli ha intitolato un istituto comprensivo.